# Newbery Medal
A John Newbery Medal egy irodalmi díj, melyet 1922 óta ad át az Association for Library Service to Children, mely az American Library Association (ALA) szervezete. A díjat olyan szerzőknek adják át, akik legkiemelkedőbben járulnak hozzá az amerikai gyermekirodalomhoz.
A díjat John Newberyről, egy 18. századi brit, ifjúsági íróról nevezték el, a megvalósítását 1921-ben javasolta Frederic G. Melcher. Ez volt az első gyerekkönyvek szerzőit elismerő díj a világon. Az érem tervezője Rene Paul Chambellan, első oldalán egy szerzőt ábrázol, aki művét éppen átadja egy fiúnak és egy lánynak.
A Newbery és a Caldecott Medal az Egyesült Államok két legnívósabb gyermekirodalmi díja. Amikor minden év januárjában bejelentik a győztest, a könyvesboltok kiárusítják, a könyvtárak újabb példányokat rendelnek, és a tanárok felveszik tantervükbe az adott műveket. A legtöbb könyvesboltnak és könyvtárnak van Newbery-részlege, melyekben a győztesek listái, a velük készült televíziós interjúk, illetve a róluk készült tanulmányok lelhetők fel.
Az évente választott egy kitüntetett szerző mellett a bizottság különböző számban jelöli meg további érdemes szerzők műveit, mint Newbery Honor Books műveket. A Newbery Honor 1971-ben jött létre, kifejezetten a korábbi évek Newbery medáljáról lemaradtak elismerésére.

## Feltételei
- A könyv előző év során megjelenjen angol nyelven az Egyesült Államokban
- A szerzőnek amerikai állampolgárnak vagy lakosnak kell lennie
- The book must be considered for its theme, presentation (clarity, accuracy and organization), plot, characters, setting, and style.
- A könyv a gyermek közönségnek kell, hogy szóljon
- A könyv irodalmi kell, hogy legyen
- A könyvnek egyedinek kell lennie, nem lehet része bármiféle multimédiás műveknek[4]

## Díjazottak

### Newbery Medal
| Év   | Szerző                      | Könyv                                                                                             |
| ---- | --------------------------- | ------------------------------------------------------------------------------------------------- |
| 1922 | Hendrik Willem van Loon     | Az emberiség története az ősembertől napjainkig (The Story of Mankind)                            |
| 1923 | Hugh Lofting                | Doktor Dolittle utazásai (The Voyages of Doctor Dolittle)                                         |
| 1924 | Charles Hawes               | The Dark Frigate                                                                                  |
| 1925 | Charles Finger              | Tales from Silver Lands                                                                           |
| 1926 | Arthur Bowie Chrisman       | Shen of the Sea                                                                                   |
| 1927 | Will James                  | Smoky the Cow Horse                                                                               |
| 1928 | Dhan Gopal Mukerji          | Gay Neck, the Story of a Pigeon                                                                   |
| 1929 | Eric P. Kelly               | The Trumpeter of Krakow                                                                           |
| 1930 | Rachel Field                | Hitty (Hitty, Her First Hundred Years)                                                            |
| 1931 | Elizabeth Coatsworth        | The Cat Who Went to Heaven                                                                        |
| 1932 | Laura Adams Armer           | Waterless Mountain                                                                                |
| 1933 | Elizabeth Foreman Lewis     | Young Fu of the Upper Yangtze                                                                     |
| 1934 | Cornelia Meigs              | Invincible Louisa                                                                                 |
| 1935 | Monica Shannon              | Dobry                                                                                             |
| 1936 | Carol Ryrie Brink           | Caddie Woodlawn                                                                                   |
| 1937 | Ruth Sawyer                 | Roller Skates                                                                                     |
| 1938 | Kate Seredy                 | The White Stag                                                                                    |
| 1939 | Elizabeth Enright           | Thimble Summer                                                                                    |
| 1940 | James Daugherty             | Daniel Boone                                                                                      |
| 1941 | Armstrong Sperry            | Call It Courage                                                                                   |
| 1942 | Walter D. Edmonds           | The Matchlock Gun                                                                                 |
| 1943 | Elizabeth Gray Vining       | Adam of the Road                                                                                  |
| 1944 | Esther Forbes               | Johnny Tremain                                                                                    |
| 1945 | Robert Lawson               | Rabbit Hill                                                                                       |
| 1946 | Lois Lenski                 | Strawberry Girl                                                                                   |
| 1947 | Carolyn Sherwin Bailey      | Miss Hickory                                                                                      |
| 1948 | William Pène du Bois        | The Twenty-One Balloons                                                                           |
| 1949 | Marguerite Henry            | King of the Wind                                                                                  |
| 1950 | Marguerite de Angeli        | The Door in the Wall                                                                              |
| 1951 | Elizabeth Yates             | Amos Fortune, Free Man                                                                            |
| 1952 | Eleanor Estes               | Ginger Pye                                                                                        |
| 1953 | Ann Nolan Clark             | Secret of the Andes                                                                               |
| 1954 | Joseph Krumgold             | ...And Now Miguel                                                                                 |
| 1955 | Meindert DeJong             | Kerék az iskolán (The Wheel on the School)                                                        |
| 1956 | Jean Lee Latham             | Carry On, Mr. Bowditch                                                                            |
| 1957 | Virginia Sorensen           | Miracles on Maple Hill                                                                            |
| 1958 | Harold Keith                | Rifles for Watie                                                                                  |
| 1959 | Elizabeth George Speare     | The Witch of Blackbird Pond                                                                       |
| 1960 | Joseph Krumgold             | Onion John                                                                                        |
| 1961 | Scott O'Dell                | Kék delfinek szigete (Island of the Blue Dolphins)                                                |
| 1962 | Elizabeth George Speare     | Ércíj (The Bronze Bow)                                                                            |
| 1963 | Madeleine L'Engle           | Időcsavar (A Wrinkle in Time)                                                                     |
| 1964 | Emily Cheney Neville        | It's Like This, Cat                                                                               |
| 1965 | Maia Wojciechowska          | Shadow of a Bull                                                                                  |
| 1966 | Elizabeth Borton de Treviño | I, Juan de Pareja                                                                                 |
| 1967 | Irene Hunt                  | Up a Road Slowly                                                                                  |
| 1968 | E. L. Konigsburg            | From the Mixed-Up Files of Mrs. Basil E. Frankweiler                                              |
| 1969 | Lloyd Alexander             | The High King                                                                                     |
| 1970 | William H. Armstrong        | Sounder                                                                                           |
| 1971 | Betsy Byars                 | Summer of the Swans                                                                               |
| 1972 | Robert C. O'Brien           | Mrs. Frisby and the Rats of NIMH                                                                  |
| 1973 | Jean Craighead George       | Julie of the Wolves                                                                               |
| 1974 | Paula Fox                   | The Slave Dancer                                                                                  |
| 1975 | Virginia Hamilton           | M. C. Higgins, the Great                                                                          |
| 1976 | Susan Cooper                | The Grey King                                                                                     |
| 1977 | Mildred Taylor              | Roll of Thunder, Hear My Cry                                                                      |
| 1978 | Katherine Paterson          | Híd a túlvilágra/Híd Terabithia földjére (Bridge to Terabithia)                                   |
| 1979 | Ellen Raskin                | The Westing Game                                                                                  |
| 1980 | Joan Blos                   | A Gathering of Days: A New England Girl's Journal                                                 |
| 1981 | Katherine Paterson          | Jacob Have I Loved                                                                                |
| 1982 | Nancy Willard               | A Visit to William Blake's Inn                                                                    |
| 1983 | Cynthia Voigt               | Dicey's Song                                                                                      |
| 1984 | Beverly Cleary              | Dear Mr. Henshaw                                                                                  |
| 1985 | Robin McKinley              | The Hero and the Crown                                                                            |
| 1986 | Patricia MacLachlan         | Sarah, Plain and Tall                                                                             |
| 1987 | Sid Fleischman              | The Whipping Boy                                                                                  |
| 1988 | Russell Freedman            | Lincoln: A Photobiography                                                                         |
| 1989 | Paul Fleischman             | Joyful Noise: Poems for Two Voices                                                                |
| 1990 | Lois Lowry                  | Számláld meg a csillagokat (Number the Stars)                                                     |
| 1991 | Jerry Spinelli              | Maniac Magee                                                                                      |
| 1992 | Phyllis Reynolds Naylor     | Tappancs kalandjai (Shiloh)                                                                       |
| 1993 | Cynthia Rylant              | Missing May                                                                                       |
| 1994 | Lois Lowry                  | Az emlékek őre (The Giver)                                                                        |
| 1995 | Sharon Creech               | Anya nélkül soha (Walk Two Moons)                                                                 |
| 1996 | Karen Cushman               | The Midwife's Apprentice                                                                          |
| 1997 | E. L. Konigsburg            | The View from Saturday                                                                            |
| 1998 | Karen Hesse                 | Out of the Dust                                                                                   |
| 1999 | Louis Sachar                | Stanley, a szerencse fia/Stanley kincse (Holes)                                                   |
| 2000 | Christopher Paul Curtis     | Bud vagyok, uram! (Bud, Not Buddy)                                                                |
| 2001 | Richard Peck                | A Year Down Yonder                                                                                |
| 2002 | Linda Sue Park              | Min mester inasa (A Single Shard)                                                                 |
| 2003 | Avi                         | Az ólomkereszt titka (Crispin: The Cross of Lead)                                                 |
| 2004 | Kate DiCamillo              | Cincin lovag legendája (The Tale of Despereaux)                                                   |
| 2005 | Cynthia Kadohata            | Kira-Kira                                                                                         |
| 2006 | Lynne Rae Perkins           | Criss Cross                                                                                       |
| 2007 | Susan Patron                | The Higher Power of Lucky                                                                         |
| 2008 | Laura Amy Schlitz           | Good Masters! Sweet Ladies! Voices from a Medieval Village                                        |
| 2009 | Neil Gaiman                 | A temető könyve (The Graveyard Book)                                                              |
| 2010 | Rebecca Stead               | Mire eljutsz hozzám (When You Reach Me)                                                           |
| 2011 | Clare Vanderpool            | Moon Over Manifest                                                                                |
| 2012 | Jack Gantos                 | Dead End in Norvelt                                                                               |
| 2013 | Katherine Applegate         | Ivan, az egyetlen (The One and Only Ivan)                                                         |
| 2014 | Kate DiCamillo              | Flóra és Odüsszeusz: a kislány és a mókus kalandjai (Flora & Ulysses: The Illuminated Adventures) |
| 2015 | Kwame Alexander             | The Crossover                                                                                     |
| 2016 | Matt de la Peña             | Last Stop on Market Street                                                                        |
| 2017 | Kelly Barnhill              | The Girl Who Drank the Moon – A lány, aki holdfényt ivott (The Girl Who Drank the Moon)           |
| 2018 | Erin Entrada Kelly          | Helló, nagyvilág! (Hello, Universe)                                                               |
| 2019 | Meg Medina                  | Merci Suárez Changes Gears                                                                        |
| 2020 | Jerry Craft                 | New Kid                                                                                           |
| 2021 | Tae Keller                  | When You Trap a Tiger                                                                             |
| 2022 | Donna Barba Higuera         | The Last Cuentista                                                                                |
| 2023 | Amina Luqman-Dawson         | Freewater                                                                                         |
| 2024 | Dave Eggers                 | The Eyes and the Impossible                                                                       |

### Newbery Honor
| Év   | Szerző                                       | Könyv |
| ---- | -------------------------------------------- | --- |
| 1922 | Charles Hawes                                | The Great Quest |
| 1922 | Bernard Marshall                             | Cedric the Forester |
| 1922 | William Bowen                                | The Old Tobacco Shop: A True Account of What Befell a Little Boy in Search of Adventure                                            |
| 1922 | Padraic Colum                                | The Golden Fleece and The Heroes Who Lived Before Achilles                                                                         |
| 1922 | Cornelia Meigs                               | The Windy Hill |
| 1925 | Annie Carroll Moore                          | Nicholas: A Manhattan Christmas Story                                                                                              |
| 1925 | Anne Parrish                                 | The Dream Coach |
| 1926 | Padraic Colum                                | The Voyagers: Being Legends and Romances of Atlantic Discovery                                                                     |
| 1928 | Ella Young                                   | The Wonder Smith and His Son |
| 1928 | Caroline Snedeker                            | Downright Dencey |
| 1929 | John Bennett                                 | The Pigtail of Ah Lee Ben Loo |
| 1929 | Wanda Gág                                    | Millions of Cats |
| 1929 | Grace Hallock                                | The Boy Who Was |
| 1929 | Cornelia Meigs                               | Clearing Weather |
| 1929 | Grace Moon                                   | Runaway Papoose |
| 1929 | Elinor Whitney                               | Tod of the Fens |
| 1930 | Jeanette Eaton                               | A Daughter of the Seine: The Life of Madame Roland                                                                                 |
| 1930 | Elizabeth Miller                             | Pran of Albania |
| 1930 | Marian Hurd McNeely                          | The Jumping-Off Place |
| 1930 | Ella Young                                   | The Tangle-Coated Horse and Other Tales                                                                                            |
| 1930 | Julia Davis Adams                            | Vaino, A Boy of New Finland |
| 1930 | Hildegarde Swift                             | Little Blacknose: The Story of a Pioneer                                                                                           |
| 1931 | Anne Parrish                                 | Floating Island |
| 1931 | Alida Malkus                                 | The Dark Star of Itza: The Story of A Pagan Princess                                                                               |
| 1931 | Ralph Hubbard                                | Queer Person |
| 1931 | Julie Davis Adams                            | Mountains are Free |
| 1931 | Agnes Hewes                                  | Spice and the Devil's Cave |
| 1931 | Elizabeth Janet Gray                         | Meggy MacIntosh |
| 1931 | Herbert Best                                 | Garram the Hunter: A Boy of the Hill Tribes                                                                                        |
| 1931 | Alice Lide és Margaret Johansen              | Ood-Le-Uk the Wanderer |
| 1932 | Dorothy P. Lathrop                           | The Fairy Circus |
| 1932 | Rachel Field                                 | Calico Bush |
| 1932 | Eunice Tietjens                              | Boy of the South Seas |
| 1932 | Eloise Lownsbery                             | Out of the Flame |
| 1932 | Marjorie Hill Allee                          | Jane's Island |
| 1932 | Mary Gould Davis                             | Truce of the Wolf and Other Tales of Old Italy                                                                                     |
| 1933 | Cornelia Meigs                               | Swift Rivers |
| 1933 | Hildegarde Swift                             | The Railroad To Freedom: A Story of the Civil War                                                                                  |
| 1933 | Nora Burglon                                 | Children of the Soil: A Story of Scandinavia                                                                                       |
| 1934 | Caroline Snedeker                            | The Forgotten Daughter |
| 1934 | Elsie Singmaster                             | Swords of Steel |
| 1934 | Wanda Gág                                    | ABC Bunny |
| 1934 | Erik Berry                                   | Winged Girl of Knossos |
| 1934 | Sarah Schmidt                                | New Land |
| 1934 | Padraic Colum                                | The Big Tree of Bunlahy: Stories of My Own Countryside                                                                             |
| 1934 | Agnes Hewes                                  | Glory of the Seas |
| 1934 | Ann Kyle                                     | Apprentice of Florence |
| 1935 | Elizabeth Seeger                             | Pageant of Chinese History |
| 1935 | Constance Rourke                             | Davy Crockett |
| 1935 | Hilda van Stockum                            | Day On Skates: The Story of a Dutch Picnic                                                                                         |
| 1936 | Phil Stong                                   | Honk, the Moose |
| 1936 | Kate Seredy                                  | The Good Master |
| 1936 | Elizabeth Janet Gray                         | Young Walter Scott |
| 1936 | Armstrong Sperry                             | All Sail Set: A Romance of the Flying Cloud                                                                                        |
| 1937 | Lois Lenski                                  | Phoebe Fairchild: Her Book |
| 1937 | Idwal Jones                                  | Whistler's Van |
| 1937 | Ludwig Bemelmans                             | The Golden Basket |
| 1937 | Margery Williams                             | Winterbound |
| 1937 | Constance Rourke                             | Audubon |
| 1937 | Agnes Hewes                                  | The Codfish Musket |
| 1938 | James Cloyd Bowman                           | Pecos Bill: The Greatest Cowboy of All Time                                                                                        |
| 1938 | Mabel Robinson                               | Bright Island |
| 1938 | Laura Ingalls Wilder                         | Ház a patakparton/A Szilva-patak partján (On the Banks of Plum Creek)                                                              |
| 1939 | Valenti Angelo                               | Nino |
| 1939 | Richard & Florence Atwater                   | Mr. Popper pingvinjei (Mr. Popper's Penguins)                                                                                      |
| 1939 | Phyllis Crawford                             | Hello the Boat! |
| 1939 | Jeanette Eaton                               | Leader By Destiny: George Washington, Man and Patriot                                                                              |
| 1939 | Elizabeth Janet Gray                         | Penn |
| 1940 | Kate Seredy                                  | The Singing Tree |
| 1940 | Mabel Robinson                               | Runner of the Mountain Tops: The Life of Louis Agassiz                                                                             |
| 1940 | Laura Ingalls Wilder                         | Az Ezüst-tó partján (By the Shores of Silver Lake)                                                                                 |
| 1940 | Stephen W. Meader                            | Boy with a Pack |
| 1941 | Doris Gates                                  | Blue Willow |
| 1941 | Mary Jane Carr                               | Young Mac of Fort Vancouver |
| 1941 | Laura Ingalls Wilder                         | A hosszú tél (The Long Winter) |
| 1941 | Anna Gertrude Hall                           | Nansen |
| 1942 | Laura Ingalls Wilder                         | Kicsi város a prérin (Little Town on the Prairie)                                                                                  |
| 1942 | Genevieve Foster                             | George Washington's World |
| 1942 | Lois Lenski                                  | Indian Captive: The Story of Mary Jemison                                                                                          |
| 1942 | Eva Roe Gaggin                               | Down Ryton Water |
| 1943 | Eleanor Estes                                | The Middle Moffat |
| 1943 | Mabel Leigh Hunt                             | Have You Seen Tom Thumb? |
| 1944 | Laura Ingalls Wilder                         | Azok a boldog, arany évek (These Happy Golden Years)                                                                               |
| 1944 | Julia Sauer                                  | Fog Magic |
| 1944 | Eleanor Estes                                | Rufus M. |
| 1944 | Elizabeth Yates                              | Mountain Born |
| 1945 | Eleanor Estes                                | The Hundred Dresses |
| 1945 | Alice Dalgliesh                              | The Silver Pencil |
| 1945 | Genevieve Foster                             | Abraham Lincoln's World |
| 1945 | Jeanette Eaton                               | Lone Journey: The Life of Roger Williams                                                                                           |
| 1946 | Marguerite Henry                             | Justin Morgan Had a Horse |
| 1946 | Florence Crannell Means                      | The Moved-Outers |
| 1946 | Christine Weston                             | Bhimsa, the Dancing Bear |
| 1946 | Katherine Shippen                            | New Found World |
| 1947 | Nancy Barnes                                 | Wonderful Year |
| 1947 | Mary & Conrad Buff                           | Big Tree |
| 1947 | William Keepers Maxwell, Jr.                 | The Heavenly Tenants |
| 1947 | Darwin Teilhet                               | The Avion My Uncle Flew |
| 1947 | Eleanor Jewett                               | The Hidden Treasure of Glaston |
| 1948 | Claire Huchet Bishop                         | Pancakes-Paris |
| 1948 | Carolyn Treffinger                           | Li Lun, Lad of Courage |
| 1948 | Catherine Besterman                          | The Quaint and Curious Quest of Johnny Longfoot                                                                                    |
| 1948 | Harold Courlander                            | The Cow-Tail Switch, and Other West African Stories                                                                                |
| 1948 | Marguerite Henry                             | Misty of Chincoteague |
| 1949 | Holling C. Holling                           | Seabird |
| 1949 | Louise Rankin                                | Daughter of the Mountains |
| 1949 | Ruth S. Gannett                              | My Father's Dragon |
| 1949 | Arna Bontemps                                | Story of the Negro |
| 1950 | Rebecca Caudill                              | Tree of Freedom |
| 1950 | Catherine Coblentz                           | The Blue Cat of Castle Town |
| 1950 | Rutherford George Montgomery                 | Kildee House |
| 1950 | Genevieve Foster                             | George Washington (regény) |
| 1950 | Walter & Marion Havighurst                   | Song of The Pines: A Story of Norwegian Lumbering in Wisconsin                                                                     |
| 1951 | Mabel Leigh Hunt                             | Better Known as Johnny Appleseed                                                                                                   |
| 1951 | Jeanette Eaton                               | Gandhi, Fighter Without a Sword |
| 1951 | Clara Ingram Judson                          | Abraham Lincoln, Friend of the People                                                                                              |
| 1951 | Anne Parrish                                 | The Story of Appleby Capple |
| 1952 | Elizabeth Baity                              | Americans Before Columbus |
| 1952 | Holling C. Holling                           | Minn of the Mississippi |
| 1952 | Nicholas Kalashnikoff                        | The Defender |
| 1952 | Julia Sauer                                  | The Light at Tern Rock |
| 1952 | Mary & Conrad Buff                           | The Apple and the Arrow |
| 1953 | E. B. White                                  | Malac a pácban (Charlotte’s Web)                                                                                                   |
| 1953 | Eloise Jarvis McGraw                         | Moccasin Trail |
| 1953 | Ann Weil                                     | Red Sails to Capri |
| 1953 | Alice Dalgliesh                              | The Bears on Hemlock Mountain |
| 1953 | Genevieve Foster                             | Birthdays of Freedom, Vol. 1 |
| 1954 | Claire Huchet Bishop                         | All Alone |
| 1954 | Meindert DeJong                              | Shadrach |
| 1954 | Meindert DeJong                              | Hurry Home, Candy |
| 1954 | Clara Ingram Judson                          | Theodore Roosevelt, Fighting Patriot                                                                                               |
| 1954 | Mary & Conrad Buff                           | Magic Maize |
| 1955 | Alice Dalgliesh                              | The Courage of Sarah Noble |
| 1955 | James Ullman                                 | Banner in the Sky |
| 1956 | Marjorie Kinnan Rawlings                     | The Secret River |
| 1956 | Jennie Lindquist                             | The Golden Name Day |
| 1956 | Katherine Shippen                            | Men, Microscopes, and Living Things                                                                                                |
| 1957 | Fred Gipson                                  | Old Yeller |
| 1957 | Meindert DeJong                              | The House of Sixty Fathers |
| 1957 | Clara Ingram Judson                          | Mr. Justice Holmes |
| 1957 | Dorothy Rhoads                               | The Corn Grows Ripe |
| 1957 | Marguerite de Angeli                         | Black Fox of Lorne |
| 1958 | Mari Sandoz                                  | The Horsecatcher |
| 1958 | Elizabeth Enright                            | Gone-Away Lake |
| 1958 | Robert Lawson                                | The Great Wheel |
| 1958 | Leo Gurko                                    | Tom Paine, Freedom's Apostle |
| 1959 | Natalie Savage Carlson                       | The Family Under The Bridge |
| 1959 | Meindert DeJong                              | Along Came A Dog |
| 1959 | Francis Kalnay                               | Chucaro: egy kisfiú meg egy vadpóni regénye (Chucaro: Wild Pony of the Pampa)                                                      |
| 1959 | William O. Steele                            | The Perilous Road |
| 1960 | Jean Craighead George                        | My Side of the Mountain |
| 1960 | Gerald W. Johnson                            | America Is Born: A History for Peter                                                                                               |
| 1960 | Carol Kendall                                | The Gammage Cup |
| 1961 | Gerald W. Johnson                            | America Moves Forward: A History for Peter                                                                                         |
| 1961 | Jack Schaefer                                | Old Ramon |
| 1961 | George Selden                                | The Cricket in Times Square |
| 1962 | Edwin Tunis                                  | Frontier Living |
| 1962 | Eloise Jarvis McGraw                         | The Golden Goblet |
| 1962 | Mary Stolz                                   | Belling The Tiger |
| 1963 | Sorche Nic Leodhas                           | Thistle and Thyme: Tales and Legends from Scotland                                                                                 |
| 1963 | Olivia Coolidge                              | Men of Athens |
| 1964 | Sterling North                               | Barátom a mosómedvém, Rascal (Rascal)                                                                                              |
| 1964 | Ester Wier                                   | The Loner |
| 1965 | Irene Hunt                                   | Across Five Aprils |
| 1966 | Lloyd Alexander                              | The Black Cauldron |
| 1966 | Randall Jarrell                              | The Animal Family |
| 1966 | Mary Stolz                                   | The Noonday Friends |
| 1967 | Scott O'Dell                                 | The King's Fifth |
| 1967 | Isaac Bashevis Singer                        | Zlateh The Goat and Other Stories                                                                                                  |
| 1967 | Mary Hays Weik                               | The Jazz Man |
| 1968 | E. L. Konigsburg                             | Jennifer, Hecate, Macbeth, William McKinley, and Me, Elizabeth                                                                     |
| 1968 | Scott O'Dell                                 | The Black Pearl |
| 1968 | Isaac Bashevis Singer                        | The Fearsome Inn |
| 1968 | Zilpha Keatley Snyder                        | The Egypt Game |
| 1969 | Julius Lester                                | To Be a Slave |
| 1969 | Isaac Bashevis Singer                        | When Shlemiel Went to Warsaw and Other Stories                                                                                     |
| 1970 | Sulamith Ish-Kishor                          | Our Eddie |
| 1970 | Janet Gaylord Moore                          | The Many Ways of Seeing: An Introduction to the Pleasures of Art                                                                   |
| 1970 | Mary Q. Steele                               | Journey Outside |
| 1971 | Natalie Babbitt                              | Knee-Knock Rise |
| 1971 | Sylvia Engdahl                               | Enchantress From the Stars |
| 1971 | Scott O'Dell                                 | Sing Down the Moon |
| 1972 | Allan W. Eckert                              | Incident at Hawk's Hill |
| 1972 | Virginia Hamilton                            | The Planet of Junior Brown |
| 1972 | Ursula K. Le Guin                            | Atuan sírjai (The Tombs of Atuan)                                                                                                  |
| 1972 | Miska Miles                                  | Annie and the Old One |
| 1972 | Zilpha Keatley Snyder                        | The Headless Cupid |
| 1973 | Arnold Lobel                                 | Frog and Toad Together |
| 1973 | Johanna Reiss                                | The Upstairs Room |
| 1973 | Zilpha Keatley Snyder                        | The Witches of Worm |
| 1974 | Susan Cooper                                 | Ébredő sötétség (The Dark Is Rising)                                                                                               |
| 1975 | Ellen Raskin                                 | Figgs & Phantoms |
| 1975 | James Lincoln Collier és Christopher Collier | My Brother Sam Is Dead |
| 1975 | Elizabeth Marie Pope                         | The Perilous Gard |
| 1975 | Bette Greene                                 | Philip Hall Likes Me, I Reckon Maybe                                                                                               |
| 1976 | Sharon Bell Mathis                           | The Hundred Penny Box |
| 1976 | Laurence Yep                                 | Dragonwings |
| 1977 | William Steig                                | Abel's Island |
| 1977 | Nancy Bond                                   | A String in the Harp |
| 1978 | Beverly Cleary                               | Ramona and Her Father |
| 1978 | Jamake Highwater                             | Anpao: An American Indian Odyssey                                                                                                  |
| 1979 | Katherine Paterson                           | A nagy Gilly Hopkins (The Great Gilly Hopkins)                                                                                     |
| 1980 | David Kherdian                               | The Road from Home: The Story of an Armenian Girl                                                                                  |
| 1981 | Jane Langton                                 | The Fledgling |
| 1981 | Madeleine L'Engle                            | A Ring of Endless Light |
| 1982 | Beverly Cleary                               | Ramona (Ramona Quimby, Age 8) |
| 1982 | Aranka Siegal                                | Bűnbakok: egy gyermekkor története az 1939-44 közötti Magyarországon (Upon the Head of the Goat: A Childhood in Hungary 1939–1944) |
| 1983 | Robin McKinley                               | The Blue Sword |
| 1983 | William Steig                                | Doctor De Soto |
| 1983 | Paul Fleischman                              | Graven Images |
| 1983 | Jean Fritz                                   | Homesick: My Own Story |
| 1983 | Virginia Hamilton                            | Sweet Whispers, Brother Rush |
| 1984 | Elizabeth George Speare                      | The Sign of the Beaver |
| 1984 | Cynthia Voigt                                | A Solitary Blue |
| 1984 | Kathryn Lasky                                | Sugaring Time |
| 1984 | Bill Brittain                                | The Wish Giver |
| 1985 | Mavis Jukes                                  | Like Jake and Me |
| 1985 | Bruce Brooks                                 | The Moves Make the Man |
| 1985 | Paula Fox                                    | One-Eyed Cat |
| 1986 | Rhoda Blumberg                               | Commodore Perry In the Land of the Shogun                                                                                          |
| 1986 | Gary Paulsen                                 | Dogsong |
| 1987 | Cynthia Rylant                               | A Fine White Dust |
| 1987 | Marion Dane Bauer                            | On My Honor |
| 1987 | Patricia Lauber                              | Volcano: The Eruption and Healing of Mount St. Helens                                                                              |
| 1988 | Norma Fox Mazer                              | After The Rain |
| 1988 | Gary Paulsen                                 | Egyedül a vadonban (Hatchet) |
| 1989 | Virginia Hamilton                            | In The Beginning: Creation Stories from Around the World                                                                           |
| 1989 | Walter Dean Myers                            | Scorpions |
| 1990 | Janet Taylor Lisle                           | Afternoon of the Elves |
| 1990 | Suzanne Fisher Staples                       | Shabanu, Daughter of the Wind |
| 1990 | Gary Paulsen                                 | The Winter Room |
| 1991 | Avi                                          | The True Confessions of Charlotte Doyle                                                                                            |
| 1992 | Avi                                          | Nothing But The Truth: a Documentary Novel                                                                                         |
| 1992 | Russell Freedman                             | The Wright Brothers: How They Invented the Airplane                                                                                |
| 1993 | Bruce Brooks                                 | What Hearts |
| 1993 | Patricia McKissack                           | The Dark-thirty: Southern Tales of the Supernatural                                                                                |
| 1993 | Walter Dean Myers                            | Somewhere in the Darkness |
| 1994 | Jane Leslie Conly                            | Crazy Lady |
| 1994 | Laurence Yep                                 | Dragon's Gate |
| 1994 | Russell Freedman                             | Eleanor Roosevelt: A Life of Discovery                                                                                             |
| 1995 | Karen Cushman                                | Catherine, Called Birdy |
| 1995 | Nancy Farmer                                 | The Ear, the Eye and the Arm |
| 1996 | Carolyn Coman                                | What Jamie Saw |
| 1996 | Christopher Paul Curtis                      | The Watsons Go to Birmingham: 1963                                                                                                 |
| 1996 | Carol Fenner                                 | Yolonda's Genius |
| 1996 | Jim Murphy                                   | The Great Fire |
| 1997 | Nancy Farmer                                 | A Girl Named Disaster |
| 1997 | Eloise McGraw                                | The Moorchild |
| 1997 | Megan Whalen Turner                          | The Thief |
| 1997 | Ruth White                                   | Belle Prater's Boy |
| 1998 | Gail Carson Levine                           | Elátkozott Ella (Ella Enchanted)                                                                                                   |
| 1998 | Patricia Reilly Giff                         | Lily, hazudni tilos! (Lily’s Crossing)                                                                                             |
| 1998 | Jerry Spinelli                               | Wringer |
| 1999 | Richard Peck                                 | A Long Way from Chicago |
| 2000 | Audrey Couloumbis                            | Getting Near to Baby |
| 2000 | Jennifer L. Holm                             | Our Only May Amelia |
| 2000 | Tomie dePaola                                | 26 Fairmount Avenue |
| 2001 | Joan Bauer                                   | Hope Was Here – Itt járt Hope (Hope Was Here)                                                                                      |
| 2001 | Kate DiCamillo                               | Penny miatt (Because of Winn-Dixie)                                                                                                |
| 2001 | Jack Gantos                                  | Joey Pigza Loses Control |
| 2001 | Sharon Creech                                | The Wanderer |
| 2002 | Polly Horvath                                | Everything on a Waffle |
| 2002 | Marilyn Nelson                               | Carver: A Life In Poems |
| 2003 | Nancy Farmer                                 | A skorpióház (The House of the Scorpion)                                                                                           |
| 2003 | Patricia Reilly Giff                         | Pictures of Hollis Woods |
| 2003 | Carl Hiaasen                                 | Surranó (Hoot) |
| 2003 | Ann M. Martin                                | A Corner of the Universe |
| 2003 | Stephanie S. Tolan                           | Surviving the Applewhites |
| 2004 | Kevin Henkes                                 | Olive's Ocean |
| 2004 | Jim Murphy                                   | An American Plague: The True and Terrifying Story of the Yellow Fever Epidemic of 1793                                             |
| 2005 | Gennifer Choldenko                           | Al Capone Does My Shirts |
| 2005 | Russell Freedman                             | The Voice that Challenged a Nation: Marian Anderson and the Struggle for Equal Rights                                              |
| 2005 | Gary D. Schmidt                              | Lizzie Bright and the Buckminster Boy                                                                                              |
| 2006 | Alan Armstrong                               | Whittington |
| 2006 | Susan Campbell Bartoletti                    | Hitler Youth: Growing Up in Hitler's Shadow                                                                                        |
| 2006 | Shannon Hale                                 | Princess Academy |
| 2006 | Jacqueline Woodson                           | Show Way |
| 2007 | Jennifer L. Holm                             | Penny from Heaven |
| 2007 | Kirby Larson                                 | Hattie Big Sky |
| 2007 | Cynthia Lord                                 | Rules |
| 2008 | Christopher Paul Curtis                      | Elijah of Buxton |
| 2008 | Gary D. Schmidt                              | The Wednesday Wars |
| 2008 | Jacqueline Woodson                           | Feathers |
| 2009 | Kathi Appelt                                 | The Underneath |
| 2009 | Margarita Engle                              | The Surrender Tree: Poems of Cuba's Struggle for Freedom                                                                           |
| 2009 | Ingrid Law                                   | Savvy |
| 2009 | Jacqueline Woodson                           | After Tupac & D Foster |
| 2010 | Phillip Hoose                                | Claudette Colvin: Twice Towards Justice                                                                                            |
| 2010 | Jacqueline Kelly                             | The Evolution of Calpurnia Tate |
| 2010 | Grace Lin                                    | Where the Mountain Meets the Moon                                                                                                  |
| 2010 | Rodman Philbrick                             | The Mostly True Adventures of Homer P. Figg                                                                                        |
| 2011 | Jennifer L. Holm                             | Turtle in Paradise |
| 2011 | Margi Preus                                  | Heart of a Samurai |
| 2011 | Joyce Sidman                                 | Dark Emperor and Other Poems of the Night                                                                                          |
| 2011 | Rita Williams-Garcia                         | One Crazy Summer |
| 2012 | Thanhha Lai                                  | Inside Out & Back Again |
| 2012 | Eugene Yelchin                               | Breaking Stalin's Nose |
| 2013 | Laura Amy Schlitz                            | Splendors and Glooms |
| 2013 | Steve Sheinkin                               | Bomb: The Race to Build—and Steal—the World’s Most Dangerous Weapon                                                                |
| 2013 | Sheila Turnage                               | Three Times Lucky |
| 2014 | Holly Black                                  | Doll Bones |
| 2014 | Kevin Henkes                                 | The Year of Billy Miller |
| 2014 | Amy Timberlake                               | One Came Home |
| 2014 | Vince Vawter                                 | Paperboy |
| 2015 | Cece Bell                                    | El Deafo |
| 2015 | Jacqueline Woodson                           | Brown Girl Dreaming |
| 2016 | Kimberly Brubaker Bradley                    | The War That Saved My Life |
| 2016 | Victoria Jamieson                            | Roller Girl |
| 2016 | Pam Muñoz Ryan                               | Echo |
| 2017 | Ashley Bryan                                 | Freedom Over Me: Eleven Slaves, Their Lives and Dreams Brought to Life by Ashley Bryan                                             |
| 2017 | Adam Gidwitz                                 | The Inquisitor’s Tale: Or, The Three Magical Children and Their Holy Dog                                                           |
| 2017 | Lauren Wolk                                  | Wolf Hollow |
| 2018 | Derrick Barnes                               | Crown: An Ode to the Fresh Cut |
| 2018 | Jason Reynolds                               | Hosszú az út lefelé (Long Way Down)                                                                                                |
| 2018 | Renée Watson                                 | Piecing Me Together |
| 2019 | Veera Hiranandani                            | The Night Diary |
| 2019 | Catherine Gilbert Murdock                    | Fiú könyve (The Book of Boy) |
| 2020 | Kwame Alexander                              | The Undefeated |
| 2020 | Christian McKay Heidicker                    | Scary Stories for Young Foxes |
| 2020 | Jasmine Warga                                | Other Words for Home |
| 2020 | Alicia D. Williams                           | Genesis Begins Again |
| 2021 | Kimberly Brubaker Bradley                    | Fighting Words |
| 2021 | Erin Entrada Kelly                           | We Dream of Space |
| 2021 | Christina Soontornvat                        | All Thirteen: The Incredible Cave Rescue of the Thai Boys' Soccer Team                                                             |
| 2021 | Christina Soontornvat                        | A Wish in the Dark |
| 2021 | Carole Boston Weatherford                    | BOX: Henry Brown Mails Himself to Freedom                                                                                          |
| 2022 | Rajani LaRocca                               | Red, White, and Whole |
| 2022 | Darcie Little Badger                         | A Snake Falls to Earth |
| 2022 | Kyle Lukoff                                  | Too Bright to See |
| 2022 | Andrea Wang                                  | Watercress |
| 2023 | Andrea Beatriz Arango                        | Iveliz Explains It All |
| 2023 | Christina Soontornvat                        | The Last Mapmaker |
| 2023 | Lisa Yee                                     | Maizy Chen’s Last Chance |
| 2024 | Nasuġraq Rainey Hopson                       | Eagle Drums |
| 2024 | M.T. Anderson                                | Elf Dog and Owl Head |
| 2024 | Pedro Martín                                 | Mexikid: A Graphic Memoir |
| 2024 | Erin Bow                                     | Simon Sort of Says |
| 2024 | Daniel Nayeri                                | The Many Assassinations of Samir, the Seller of Dreams                                                                             |